# پیکابو استریت
پیکابو استریت (انگلیسی: Picabo Street؛ زادهٔ ۳ آوریل ۱۹۷۱) اسکی‌باز آلپاین اهل ایالات متحده آمریکا بود.از افتخارات وی می‌توان به کسب مدال طلا در بازی‌های المپیک زمستانی ۱۹۹۸ اشاره کرد.
استریت در طول دوره حرفه‌ای خود، بارها در رقابت‌های بین‌المللی شرکت کرد و موفقیت‌های بسیاری کسب کرد. در المپیک زمستانی ۱۹۹۸ در ناگانو، ژاپن، موفق به کسب مدال طلا در مسابقه اسکی‌بازی زنان شد. همچنین، او در المپیک زمستانی ۲۰۰۲ در سالت لیک سیتی، ایالات متحده، مدال نقره را کسب کرد. پیکابو استریت به عنوان یکی از موفق‌ترین اسکی‌بازان آمریکایی تاریخ شناخته می‌شود.